# Johann Christian Wilhelm Dittmar
Johann Christian Wilhelm Dittmar (* 25. April 1801 in Pappenheim; † 31. Januar 1877 in Bayreuth) war ein deutscher evangelisch-lutherischer Theologe, Pfarrer und Politiker.

## Leben
Als Sohn eines Kriegs- und Marschkommissärs in der mittelfränkischen Kleinstadt Pappenheim geboren, studierte Dittmar nach dem Besuch eines Münchner Gymnasiums Philosophie in Würzburg und Theologie in Erlangen. Während seines Studiums wurde er 1820 Mitglied der Alten Würzburger Burschenschaft und 1822 der Alten Erlanger Burschenschaft. 1821 wurde er Mitglied im Jünglingsbund. Wegen seiner führenden Rolle in der Burschenschaft kam er in München in Untersuchungshaft und erhielt 1824 in Erlangen das Consilium abeundi (Verweis von der Hochschule). 1825 in Ansbach aufgenommen, wurde er ordiniert und arbeitete ab 1827 als Pfarrer in Burgsinn und ab 1830 in Höllrich-Heßdorf. 1843 wurde er zum Dr. theol. promoviert. Seit 1848 war er Pfarrer an der Stadtkirche von Bayreuth, zuerst in der dritten, ab 1852 in der zweiten und ab 1854 in der ersten Pfarrstelle. Im selben Jahr wurde er auch Dekan des Dekanats Bayreuth und Kirchenrat im Bayreuther Konsistorium. Als Pfarrer amtierte er bis 1866, als Dekan bis zu seinem Tod.
Dittmar wurde 1848 Mitglied der letzten Ständeversammlung in München und dann Abgeordneter im Bayerischen Landtag. Seine 1863 anonym veröffentlichte Schrift Pax vobiscum! trat für einen Ausgleich der Konfessionen unter nationalkirchlichem Vorzeichen ein, blieb aber in der evangelischen Kirche ohne positive Resonanz.
Zu dem Komponisten Richard Wagner, mit dem er schon zuvor im Briefwechsel stand, trat Dittmar nach dessen Übersiedlung nach Bayreuth im Jahr 1872 in näheren Kontakt. Durch sein Wirken konvertierte dessen Frau Cosima Wagner 1872 vom katholischen zum evangelischen Bekenntnis. Sie trafen sich in einem regelmäßig verkehrenden Kreis, zu dem auch Friedrich Nietzsche gehörte.

## Schriften
- Predigten. Heyder, Erlangen 1845 (Digitalisat)
- Pax vobiscum! Die kirchliche Wiedervereinigung der Katholiken und Protestanten historisch-pragmatisch beleuchtet. Buchner, Bamberg 1863 (anonym; Digitalisat)
- Aventin. Von der historischen Commission bei der kgl. bayer. Akademie der Wissenschaften gekrönte Preisschrift. C. H. Beck, Nördlingen 1862 (Digitalisat)

Als Herausgeber
- Predigten evangelischer Geistlichen in Bayern Evangelien-Jahrgang. Grau, Bayreuth 1852 (Digitalisat)